# Siu Ching Man
Siu Ching Man (chinesisch 蕭靜雯; * 26. Juli 1978) ist eine Badmintonspielerin aus Hongkong. 

## Karriere
Siu Ching Man gewann bei den Badminton-Meisterschaften von Hongkong des Jahres 2002 den Titel im Damendoppel mit Ling Wan Ting. Mit der Damenmannschaft ihres Verbandes wurde sie im gleichen Jahr Dritte bei den Asienspielen, während sie bei derselben Veranstaltung im Doppel schon in Runde eins ausschied.